# Rootkit
Rootkit je zbirka softvera, obično zloćudnog, koji je dizajniran za omogućiti pristup računalu ili predjelima njegova softvera koji inače nisu dopušteni (primjerice, neovlaštenom korisniku) i često si zakrabulji postojanje ili postojanje drugog softvera. Riječ rootkit je konkatenacija dviju riječi iz engleskog jezika, "root" (tradicijsko ime za povlašteni korisnički račun na Unixolikim operacijskim sustavima) i "kit" (koja se odnosi na softverske komponente koje primjenuju to oruđe). Izraz "rootkit" ima negativne predznake preko njegova asociranja sa zloćudnim softverom i nerijetko se njime služe u pripremi distribuiranih napada uskraćivanjem resursa.